# Coppa Italia Dilettanti 1980-1981
La Coppa Italia Dilettanti 1980-1981 è stata la 15ª edizione di questa competizione calcistica italiana. È stata disputata con la formula dell'eliminazione diretta ed è stata vinta dal Internapoli.
La competizione era riservata alle migliori squadre militanti nel primo livello regionale. I primi due turni erano disputati a livello regionale, poi si passava a livello interregionale con gare di andata e ritorno. La finale veniva disputata in campo neutro.
L'edizione, come detto sopra, è stata vinta dal Internapoli, che superò in finale il Ponsacco (alla seconda finale persa consecutiva); le altre semifinaliste furono Ponte San Pietro e Corridonia.

## Partecipanti
Le 256 partecipanti vengono così ripartite fra i vari comitati regionali:
| Numero squadre | Comitati regionali    | Comitati regionali    | Comitati regionali | Comitati regionali | Comitati regionali | Comitati regionali | Comitati regionali  | Comitati regionali  | Comitati regionali  | Comitati regionali  | Comitati regionali  | Comitati regionali  |
| -------------- | --------------------- | --------------------- | ------------------ | ------------------ | ------------------ | ------------------ | ------------------- | ------------------- | ------------------- | ------------------- | ------------------- | ------------------- |
| 32             | Lombardia             | Lombardia             | Lombardia          | Lombardia          | Lombardia          | Lombardia          | Lombardia           | Lombardia           | Lombardia           | Lombardia           | Lombardia           | Lombardia           |
| 20             | Campania              | Campania              | Campania           | Campania           | Toscana            | Toscana            | Toscana             | Toscana             | Veneto              | Veneto              | Veneto              | Veneto              |
| 18             | Emilia-Romagna        | Emilia-Romagna        | Emilia-Romagna     | Emilia-Romagna     | Emilia-Romagna     | Emilia-Romagna     | Emilia-Romagna      | Emilia-Romagna      | Emilia-Romagna      | Emilia-Romagna      | Emilia-Romagna      | Emilia-Romagna      |
| 14             | Friuli-Venezia Giulia | Friuli-Venezia Giulia | Lazio              | Lazio              | Liguria            | Liguria            | Piemonte            | Piemonte            | Puglia              | Puglia              | Sicilia             | Sicilia             |
| 12             | Abruzzo               | Abruzzo               | Abruzzo            | Calabria           | Calabria           | Calabria           | Marche              | Marche              | Marche              | Sardegna            | Sardegna            | Sardegna            |
| 6              | Umbria                | Umbria                | Umbria             | Umbria             | Umbria             | Umbria             | Umbria              | Umbria              | Umbria              | Umbria              | Umbria              | Umbria              |
| 4              | Basilicata            | Basilicata            | Basilicata         | Basilicata         | Basilicata         | Basilicata         | Trentino-Alto Adige | Trentino-Alto Adige | Trentino-Alto Adige | Trentino-Alto Adige | Trentino-Alto Adige | Trentino-Alto Adige |

## Prima fase

### Friuli-Venezia Giulia
14 squadre
Non ammesse: Azzanese, Lignano, Palmanova, Portuale e Tarcentina.
Dalla Prima Categoria: Doria e Sangiorgina (dal girone A) ed Edile Adriatica (dal girone B).
| Squadra 1         | Totale          | Squadra 2              | Andata     | Ritorno    |
| ----------------- | --------------- | ---------------------- | ---------- | ---------- |
| PRIMO TURNO       | PRIMO TURNO     | PRIMO TURNO            | 31.08.1980 | 07.09.1980 |
| Pro Aviano        | 1 – 1 (3-4 dtr) | Maniago                | 0 – 1      | 1 – 0      |
| Fontanafredda     | 3 – 2           | Centro del Mobile      | 3 – 1      | 0 – 1      |
| Basiliano         | 3 – 4           | Doria                  | 1 – 1      | 2 – 3      |
| Pro Cervignano    | 1 – 2           | Sangiorgina            | 1 – 1      | 0 – 1      |
| Trivignano        | 0 – 1           | Manzanese              | 0 – 0      | 0 – 1      |
| Romana Monfalcone | 2 – 2 (4-5 dtr) | San Michele Monfalcone | 1 – 1      | 1 – 1      |
| Edile Adriatica   | 3 – 5           | Ponziana               | 2 – 1      | 1 – 4      |
| SECONDO TURNO     | SECONDO TURNO   | SECONDO TURNO          | 14.09.1980 | 21.09.1980 |
| (VEN) Pievigina   | 7 – 2           | Fontanafredda          | 2 – 0      | 5 – 2      |
| Doria             | 1 – 3           | Maniago                | 0 – 2      | 1 – 1      |
| Sangiorgina       | 1 – 4           | Manzanese              | 0 – 1      | 1 – 3      |
| Ponziana          | 1 – 4           | San Michele Monfalcone | 1 – 1      | 0 – 3      |

### Toscana
| Squadra 1     | Totale        | Squadra 2       | Andata     | Ritorno    |
| ------------- | ------------- | --------------- | ---------- | ---------- |
| PRIMO TURNO   | PRIMO TURNO   | PRIMO TURNO     | 31.08.1980 | 07.09.1980 |
| Ponsacco      | 7 – 2         | Forte dei Marmi | 3 – 1      | 4 – 1      |
| SECONDO TURNO | SECONDO TURNO | SECONDO TURNO   | 14.09.1980 | 21.09.1980 |
| Ponsacco      | 2 – 1         | Resco Reggello  | 1 – 0      | 1 – 1      |

### Campania
| Squadra 1     | Totale        | Squadra 2     | Andata     | Ritorno    |
| ------------- | ------------- | ------------- | ---------- | ---------- |
| PRIMO TURNO   | PRIMO TURNO   | PRIMO TURNO   | 31.08.1980 | 07.09.1980 |
| Internapoli   | 3 – 1         | Ariano        | 3 – 1      | 0 – 0      |
| SECONDO TURNO | SECONDO TURNO | SECONDO TURNO | 14.09.1980 | 21.09.1980 |
| Internapoli   | 6 – 1         | Ceccano (LAZ) | 2 – 0      | 4 – 1      |

### Puglia e Basilicata
| Squadra 1     | Totale        | Squadra 2        | Andata     | Ritorno    |
| ------------- | ------------- | ---------------- | ---------- | ---------- |
| PRIMO TURNO   | PRIMO TURNO   | PRIMO TURNO      | 31.08.1980 | 07.09.1980 |
| Corato        | 2 – 0         | Altamura         | 1 – 0      | 1 – 0      |
| Triggiano     | 0 – 1         | Noicattaro       | 0 – 0      | 0 – 1      |
| Ginosa        | 2 – 0         | Pro Gioia        | 0 – 0      | 2 – 0      |
| Massafra      | 3 – 0         | Carovigno        | 3 – 0      | 0 – 0      |
| Scorrano      | 2 – 1         | Atletico Tricase | 2 – 1      | 0 – 0      |
| Modugno       | 1 – 2         | Acquaviva        | 1 – 2      | 0 – 0      |
| Nardò         | 3 – 2         | Maglie           | 2 – 0      | 1 – 2      |
| SECONDO TURNO | SECONDO TURNO | SECONDO TURNO    | 14.09.1980 | 21.09.1980 |
| Acquaviva     | 2 – 4         | Massafra         | 1 – 0      | 1 – 4      |
| Noicattaro    | 2 - 3         | Corato           | 1 – 1      | 1 – 2      |
| (CAM) Ischia  | 3 – 4         | Ginosa           | 1 – 1      | 2 – 3      |
| Scorrano      | 1 – 4         | Nardò            | 0 – 1      | 1 – 3      |

## 32esimi di finale
| Squadra 1                    | Totale      | Squadra 2                    | Andata     | Ritorno    |
| ---------------------------- | ----------- | ---------------------------- | ---------- | ---------- |
| TERZO TURNO                  | TERZO TURNO | TERZO TURNO                  | 12.11.1980 | 10.12.1980 |
| (VEN) Vittorio Veneto        | 2 – 4       | Maniago (FVG)                | 2 – 2      | 0 – 2      |
| (FVG) Manzanese              | 2 – 1       | Belluno (VEN)                | 1 – 1      | 1 – 0      |
| (FVG) San Michele Monfalcone | 2 – 3       | Pievigina (VEN)              | 2 – 1      | 0 – 2      |
| (TOS) Ponsacco               | 8 – 1       | Sporting Reggio Emilia (E.R) | 5 – 0      | 3 – 1      |
| (CAM) Internapoli            | 2 – 1       | Nardò (PUG)                  | 2 – 0      | 0 – 1      |
| (PUG) Ginosa                 | 6 – 1       | Bernalda (BAS)               | 5 – 0      | 1 – 1      |
| (PUG) Massafra               | 0 – 1       | Afragolese (CAM)             | 0 – 0      | 0 – 1      |
| (ABR) Val di Sangro          | 1 – 2       | Corato (PUG)                 | 0 – 0      | 1 – 2      |

## 16esimi di finale
| Squadra 1         | Totale       | Squadra 2                  | Andata     | Ritorno    |
| ----------------- | ------------ | -------------------------- | ---------- | ---------- |
| QUARTO TURNO      | QUARTO TURNO | QUARTO TURNO               | 07.01.1981 | 21.01.1981 |
| (VEN) Pievigina   | 5 – 3        | Maniago (FVG)              | 4 – 0      | 1 – 3      |
| (FVG) Manzanese   | 1 – 2        | Malo (VEN)                 | 1 – 1      | 0 – 1      |
| (TOS) Ponsacco    | 5 – 0        | Busallese (LIG)            | 5 – 0      | 0 – 0      |
| (CAM) Internapoli | 6 – 2        | Sciacca (SIC)              | 4 – 2      | 2 – 0      |
| (PUG) Corato      | 1 – 1        | Spezia San Vitaliano (CAM) | 0 – 0      | 1 – 1      |
| (PUG) Ginosa      | 3 – 7        | Corigliano (CAL)           | 3 – 3      | 0 – 4      |

## Ottavi di finale
| Squadra 1         | Totale | Squadra 2            | Andata | Ritorno |
| ----------------- | ------ | -------------------- | ------ | ------- |
| QUINTO TURNO      |        |                      |        |         |
| (TOS) Ponsacco    | 6 – 0  | Crema (LOM)          | 3 – 0  | 3 – 0   |
| (CAM) Internapoli | 2 – 0  | Nuova Vibonese (CAL) | 1 – 0  | 1 – 0   |
| (CAL) Corigliano  | 2 – 2  | Corato (PUG)         | 2 – 1  | 0 – 1   |

## Quarti di finale
| Squadra 1              | Totale      | Squadra 2    | Andata | Ritorno |
| ---------------------- | ----------- | ------------ | ------ | ------- |
| SESTO TURNO            |             |              |        |         |
| (TOS) Ponsacco         | 2 – 2 (dtr) | Rovigo (VEN) | 1 – 1  | 1 – 1   |
| (CAM) Internapoli      | 2 – 1       | Corato (PUG) | 1 – 0  | 1 – 1   |
| (LOM) Ponte San Pietro | ?           | ?            | ?      | ?       |
| (MAR) Corridonia       | ?           | ?            | ?      | ?       |

## Semifinali
| Squadra 1         | Totale | Squadra 2              | Andata | Ritorno |
| ----------------- | ------ | ---------------------- | ------ | ------- |
| SETTIMO TURNO     |        |                        |        |         |
| (TOS) Ponsacco    | 2 – 1  | Ponte San Pietro (LOM) | 0 – 0  | 2 – 1   |
| (CAM) Internapoli | 3 – 0  | Corridonia (MAR)       | 3 – 0  | 0 – 0   |

## Finale
| Arbitro: | Monni (Sassari) |

|                                                                                               |            |                                                                                       |
| Iacono 87’                                                                                    | Marcatori  |                                                                                       |
| Moscarella Di Capua Moriello Giardiello Ricchezza Cottone De Rosa Scuotto Iacono Rispo Sergio | Formazioni | Neri Gabrielli Ferretti Gennai Rovai Giani Ammannati Lombardi Lischi Chimenti Tuccori |
| Mazzetti                                                                                      | Allenatori | Nencetti                                                                              |